# 東京ウエストサイド物語
『東京ウエストサイド物語』（とうきょうウエストサイドものがたり）は、NHK首都圏放送センター制作による八王子発地域ドラマとして、NHK BSプレミアムにて2015年12月2日に放送された日本のテレビドラマ。主演は早見あかり。
2016年2月14日に再放送、2016年4月18日に再々放送された。地上波では関東地方向けに2016年7月29日に『金曜eye』枠で初放送。

## 企画・制作
東京ではじめての地域発ドラマは『ウエスト・サイド物語』をもじったドラマで、全編が八王子市が舞台となっている。エキストラキャストには八王子市役所職員や地元の学生らによって演じられた。
ポスターは日本工学院八王子専門学校の生徒の中から決定した。また番組直前には『BSコンシェルジュ』の公開収録が11月16日に八王子市芸術文化会館 いちょうホールで収録され、その模様は11月27日に放送された。主演の早見あかりと羽田美智子が出演した。

## あらすじ
主人公の高山峰子は大学4年生。しかし就職先が見つからない。そのとき母の晴江が「芸者になる！」を発言し、峰子も芸者に悪戦苦闘する。そして「八王子まつり」でのクライマックスへ。

## 登場人物
〈〉内はドラマ設定年齢。

### 高山家の人々
高山 峰子〈22〉
演 - 早見あかり（小学生の峰子：松本来夢）
就職活動中の大学4年生。「アナウンサーになりたい」という子供の頃の夢はすっかり封印し、現実路線で大手企業を受け続けるも敗退続き。従来のネガティブ思考にも拍車がかかって落ち込む日々だったが…。
高山 晴江〈50〉
演 - 羽田美智子
峰子の母。「考えるより実行」が信条の専業主婦。これからの人生は自分自身のために使いたいと、突然、芸者修業の道に。芸事は苦手だが、天性の人を楽しませる才能で乗り越えていく。
高山 謹一
演 - 羽場裕一
峰子の父。八王子にマイホームを建てた途端、会社が津田沼に移転。以来、中央線を往復する毎日。晴江の芸者修業を応援するが、本当は綺麗になっていく妻を見て気が気でない。
高山 学
演 - 内野謙太
峰子の兄。部屋にこもって趣味と実益を兼ねたフィギュア作りに没頭している。家族のことを一番わかっていて、峰子にとっては頼れる兄貴。普段は無口だが、ときどき本音をズバズバ言う。

### 街の人々
梅千代
演 - 趣里
八王子をこよなく愛していて、高校卒業後、八王子芸者になった。修業を始めた晴江にとっては「姐(ねえ)さん」だが、実は峰子の小学校の同級生。峰子とは正反対のタイプで、相性は決して良くないのだが…。
榎田 独歩
演 - 山崎銀之丞
日本舞踊のお師匠。芸者修業を始めた晴江の踊りを見て愕然とするが、「八王子まつり」でのお披露目に向けて厳しく鍛え上げていく。
なつ鈴
演 - ゆき乃恵めぐみ（実際の八王子芸者）
置屋「はち乃喜」の女将。晴江の熱意に押されて芸者修業を認める。
北國 三郎太〈79〉
演 - 北島三郎（八王子観光大使）
商店街の名誉会長。町の人から頼られると断れない性格で、家業の酒屋は息子夫婦に任せっきりにして町おこしに熱中している。三郎太との出会いが、やがて峰子の人生を変える。
北國 潤子
演 - 水町レイコ
三郎太の娘。町おこしに熱中する父に代わって、商店街にある酒屋を切り盛りしているが、しょっちゅうイベントにも駆り出されてしまう。

## スタッフ
- 作 - 池谷雅夫
- 音楽 - 羽岡佳
- 制作統括 - 菓子浩（NHK制作局ドラマ番組部）
- 演出 - 西沢威人（NHK首都圏放送センター）